# 욘 판 룬
욘 판 룬 (1965년 2월 4일 ~ )는 네덜란드의 전 축구 선수로 과거 1995년 3월, 산프레체 히로시마에서 임대 선수로 뛰었는데 본인(판 룬)에 앞서 차상해를 영입할 예정이었지만 그 당시 에이전트 제도가 없었던 데다 선수가 해외 결정을 절대 할 수 없었던 시절이라 무산됐다.

## 통계
| 네덜란드 | 네덜란드 | 네덜란드 |
| 연도     | 출전     | 골       |
| -------- | -------- | -------- |
| 1985     | 1        | 0        |
| 1986     | 0        | 0        |
| 1987     | 0        | 0        |
| 1988     | 1        | 0        |
| 1989     | 3        | 1        |
| 1990     | 2        | 0        |
| 합계     | 7        | 1        |